# ガンバータル・オドバヤル
ガンバータル・オドバヤル（Ganbaataryn Odbayar 1989年8月20日- ）はモンゴルの柔道選手。階級は73kg級。
モンゴル人に名字(家族名,family name)はなく、「ガンバータリン・オドバヤル」は「ガンバータルの(子)オドバヤル」の意（→モンゴル人の名前)。

## 人物
2014年の東アジア選手権73kg級で優勝するが、アジア大会では決勝で日本の秋本啓之に敗れて2位だった。2015年の世界選手権では5位だったものの、世界団体では3位に入った。2016年のワールドマスターズでは決勝で日本の橋本壮市に敗れて2位だった。リオデジャネイロオリンピックでは3回戦でアメリカのニコラス・デルポポロに技ありで敗れた。2017年にはグランドスラム・バクーで優勝すると、世界選手権ではモンゴルの大統領でモンゴル柔道連盟会長でもあるハルトマーギーン・バトトルガが観戦するなか、準々決勝で韓国の安昌林に敗れるも、敗者復活戦を勝ち上がって3位になった。
IJF世界ランキングは2040ポイント獲得で6位(18/10/29現在)。

## 主な戦績
- 2012年 - グランプリ・アブダビ　3位
- 2012年 - グランプリ・青島　3位
- 2014年 - 東アジア選手権　優勝
- 2014年 - アジア大会　2位
- 2015年 - ヨーロッパオープン・ワルシャワ　優勝
- 2015年 - アジア選手権　3位
- 2015年 - グランプリ・ウランバートル　3位
- 2015年 -　世界選手権　5位
- 2015年 -　世界団体　3位
- 2016年 - グランプリ・ハバナ　3位
- 2016年 - グランプリ・トビリシ　2位
- 2016年 - ワールドマスターズ　2位
- 2017年 - グランドスラム・バクー　優勝
- 2017年 - アジア選手権　2位
- 2017年 -　世界選手権　3位
- 2017年 - グランドスラム・アブダビ　優勝
- 2018年 -　世界選手権　5位
- 2019年 - グランドスラム・大阪　3位

(出典、JudoInside.com)。